# Flavor (Tori Amos)
Flavor è un singolo della cantautrice statunitense Tori Amos, pubblicato nel 2012 ed estratto dall'album Gold Dust.

## Il brano
Il brano era già presente nel disco del 2009 Abnormally Attracted to Sin, ma l'artista lo ha pubblicato nel 2012 riarrangiato in versione orchestrale classica, curata da John Philip Shenale.

## Tracce
1. Flavor (Club Mix) – 7:35
2. Flavor (Big Room Mix) – 9:00
3. Flavor (Old Skool Dub Mix) – 7:07
4. Flavor (Club Mix Radio Edit) – 4:00